# Rose Marie Pangborn
Rose Marie Pangborn (ur. 24 sierpnia 1932 w Las Cruces, Nowy Meksyk, zm. 17 marca 1990 w El Macero, Kalifornia) – specjalistka w interdyscyplinarnej dziedzinie analizy sensorycznej, profesor w Uniwersytecie Kalifornijskim (UC Davis).

## Życiorys
Urodziła się w Nowym Meksyku i tam zdobyła wykształcenie, uzyskując stopień B.S. (licencjat) na New Mexico State University (NMSU-Las Cruces, NMSU). Stopień M.S. (magister) zdobyła w roku 1955 na Iowa State University (Iowa State University of Science and Technology, ISU) w Ames (Iowa).
W tymże roku rozpoczęła pracę naukowo-dydaktyczną w University of California, Davis (Davis), na Wydziale Technologii Żywności. Tu osiągała kolejne stopnie kariery zawodowej, otrzymując stanowiska wykładowcy (1963), zastępcy profesora (1968) i profesora (1972). W latach 1972–1974 była prodziekanem College of Agriculture and Environmental Sciences.
Prowadziła zajęcia na studiach I stopnia i podyplomowych. Była promotorem ponad 40 studentów, wykonujących prace dyplomowe. Opiekowała się stażystami, przyjeżdżającymi do jej laboratorium z różnych krajów, również z Polski (1967 - Nina Baryłko-Pikielna, autorka podręcznika „Zarys analizy sensorycznej żywności”, PWN 1975). W roku 1988 ufundowała, wraz z mężem Jackiem, stypendium naukowe dla doktorantów, wykonujących prace w dziedzinie Sensory Science.
Jest uznawana w międzynarodowym środowisku naukowym za pioniera w dziedzinie analizy sensorycznej. Opublikowała ponad 180 artykułów naukowych i jest współautorką trzech podręczników. Jeden z nich – Principles of Sensory Evaluation (współautorzy: Amerine, Roessler), opublikowany po raz pierwszy w roku 1965, a później wielokrotnie wznawiany – był przez ponad 20 lat uważany za „biblię” specjalistów, zajmujących się tą dziedziną.
Zmarła w wieku 58 lat po kilkuletniej walce z rakiem.

## Publikacje (wybór)[7][8]
- 1964 – The rated acceptability of mineral taste in water, William H Bruvold; Rose Marie Pangborn,
- 1965 – Principles of sensory evaluation of food[6], Maynard Andrew Amerine, Rose Marie Pangborn, Edward Biffer Roessler, Academic Press; 8 wydań, wznowienia: 1968 i 1971),
- 1966, 1967 – Bibliography on the sense of taste (1566–1966), Rose Marie Pangborn, Ida M. Trabue, Davis, Calif. i Baltimore: Johns Hopkins Press,
- 1967 – The chemical Senses and nutrition,  Morley Richard Kare; Owen Maller; Rose Marie Pangborn, Baltimore: Johns Hopkins,
- 1970 – Dissolved oxygen and the taste of water, William H Bruvold; Rose Marie Pangborn,
- 1971 – Food habits of the Americas, Rose Marie Pangborn, Göteborg, wyd. Svenske Institutet för Konserveringsforskning,
- 1973 – Concepts in sensory analysis of foods, Rose Marie Pangborn, wyd. Göteborg: Svenske Institutet för Konserveringsforskning,
- 1974 – Comparative aspects of food habits and culture, Rose Marie Pangborn, wyd. Davis, University of California,
- 1977 – Department of Food Science and Technology. Sensory properties of food, Rose Marie Pangborn, wyd. Berkeley: Division of Agricultural Sciences, University of California,
- 1989 – Evaluación sensorial de los alimentos : métodos analíticos, D.L. Pedrero F., Rose Marie Pangborn, Editorial Alhambra Mexicana.

## Wyróżnienia[1]
- Tytuły Wybitnego Absolwenta Iowa State University i New Mexico State University,
- Brązowy Medal i tytuł Doctor honoris causa Uniwersytetu Helsińskiego,
- Cruess Distinguished Teaching Awards od senatu UCD i Institute of Food Technologists,
- tytuł Fellow Institute of Food Technologists (1980),
- Sensory Pioneer Award od ASTM (1989).

## Upamiętnienie
Wyrazem szacunku i pamięci o Rose Marie Pangborn i jej dokonaniach są m.in. artykuły, wydane wkrótce po jej śmierci w prestiżowych specjalistycznych czasopismach (np. Chemical Senses, Food Quality and Preference). Dowodem trwałości tej pamięci są regularnie organizowane międzynarodowe spotkania naukowe, nazwane Pangborn Sensory Science Symposium. Pierwsze cztery sympozja były organizowane co 3 lata: 1992 – Helsinki (Finlandia), 1995 – Davis (Kalifornia), 1998 – Alesund (Norwegia) 1998, 2001 – Dijon (Francja).
5th Rose Marie Pangborn Memorial Symposium odbyło się w Bostonie (Massachusetts, USA) po upływie 2 lat od spotkania w Dijon (20–24 lipca 2003). Uczestniczyło w nim 700 naukowców z 37 krajów (6 kontynentów). Od tego czasu kolejne Sympozja odbywają się regularnie co 2 lata:
– 6th Rose Marie Pangborn sensory science symposium, Harrogate (North Yorkshire, Wielka Brytania), sierpień 2005,
– 7th Pangborn Sensory Science Symposium; Minneapolis (USA), 12–16 sierpnia 2007,
– 8th Pangborn Sensory Science Symposium; Florencja (Włochy), 26–30 lipca 2009,
– 9th Pangborn Sensory Science Symposium; Toronto (Kanada), 4–8 września 2011,
– 10th Pangborn Sensory Science Symposium, Rio de Janeiro (Brazylia), planowane na 11–15 sierpnia 2013.
Fundacja Rose Marie Pangborn Sensory Science Scholarship działa stale. Już przez 25 lat przyznaje stypendia doktoranckie. Od śmierci założycielki SSSF są one przyznawane nie tylko w celu zachęcenia młodych naukowców do zainteresowania się dziedziną nauki, którą pasjonowała się prof. Rose Marie Pangborn, ale również dla uhonorowania Jej pamięci.